# David Berger (Fußballspieler)
David Berger (* 25. November 2004 in Rohrbach in Oberösterreich) ist ein österreichischer Fußballspieler.

## Karriere
Berger begann seine Karriere bei der DSG Union Putzleinsdorf. Zur Saison 2016/17 wechselte er zur SU St. Martin. Zur Saison 2017/18 kehrte er nach Putzleinsdorf zurück. Ab der Saison 2020/21 gehörte er zum Kader der Kampfmannschaft der Union. Insgesamt absolvierte er 35 Spiele für Putzleinsdorf in der sechstklassigen Bezirksliga, in denen er 26 Tore erzielte. 2022 stieg er mit dem Team in die Landesliga auf. In dieser erzielte er bis zur Winterpause 2022/23 acht Tore in 14 Spielen.
Im Jänner 2023 schloss Berger sich ein zweites Mal der viertklassigen SU St. Martin an. In der OÖ Liga gelangen dem Angreifer für St. Martin insgesamt 26 Treffer in 42 Einsätzen. Zur Saison 2024/25 wechselte er zum Zweitligisten SV Ried, bei dem er einen bis 2026 laufenden Vertrag erhielt. Sein Debüt in der 2. Liga gab er im September 2024, als er am sechsten Spieltag der Saison 2024/25 gegen den ASK Voitsberg in der 82. Minute für Ante Bajic eingewechselt wurde. Bis Saisonende kam er zu 15 Zweitligaeinsätzen, in denen er dreimal traf. Mit Ried stieg er als Zweitliga-Meister in die Bundesliga auf.
Den Aufstieg machte Berger aber nicht mit, er wechselte zur Saison 2025/26 zur Zweitligamannschaft des SK Rapid Wien.